# ジョヴァンニ・ジュスティニアーニ
ジョヴァンニ・ジュスティニアーニ・ロンゴ（イタリア語: Giovanni Giustiniani Longo, ギリシア語: Ιωάννης Λόγγος Ιουστινιάνης, Iōánnēs Lóngos Ioustiniánēs; ラテン語: Ioannes Iustinianus Longus; 1418年 – 1453年6月1日）は、ジェノヴァ共和国の海軍軍人、東ローマ帝国のプロトストラトル。1453年のコンスタンティノープル包囲戦において、ジェノヴァ人とジェノヴァ領キオスのギリシア人からなる700人の部隊を率いて防衛軍に参加した。

## 人物
ジュスティニアーニは、全く個人的に資金を用意し、傭兵部隊を組織して東ローマ帝国に入り、東ローマ皇帝コンスタンティノス11世パレオロゴスから陸上の防衛を任された。彼は防衛軍をまとめ、ギリシア人とジェノヴァ人とヴェネツィア人の反目を押さえ、オスマン軍の砲撃を受けた城壁の修復にあたらせるために、防衛側にとってなくてはならない存在になった。この最後の包囲戦においてもコンスタンティノープルが2か月にわたり持ちこたえたのは、彼の力によるところが大きかった。
1453年5月29日、オスマン軍の最後の総攻撃が始まった時、城壁の上で戦っていたジュスティニアーニは砲撃もしくはクロスボウによって負傷させられた。その負傷場所についても、文献によって腕や脚、腰など諸説あるが、ともかく彼は持ち場を離れざるを得なくなった。彼が鍵のかかった城門を開けて市内へ退却したため、恐怖にかられた守備兵の一部がこの門から脱出しようと試み、防衛軍に動揺が起きた。
ジュスティニアーニが負傷し守備兵の士気が下がったのを見て取ったスルターンのメフメト2世は再度攻勢をかけるよう命じ、ついにコンスタンティノープルは陥落した。ジュスティニアーニの臣下たちは、主人をつれて何とか街を脱出したが、ジュスティニアーニは傷がもとで6月1日に死去した。
遺体はキオス島に運ばれ、サン＝ドメニコ教会に葬られた。墓はおそらく1881年の地震で失われてしまったが、いくつかの碑文が現存している。